# رجینالد دیویس (بازیکن فوتبال، زاده ۱۸۹۷)
رجینالد دیویس (انگلیسی: Reginald Davies; ۳۰ سپتامبر ۱۸۹۷ – ۷ ژانویهٔ ۱۹۷۷) بازیکن فوتبال اهل بریتانیا بود.
از باشگاه‌هایی که در آن بازی کرده‌است می‌توان به باشگاه فوتبال پورتسموث، باشگاه فوتبال منزفیلد تاون، و باشگاه فوتبال برنتفورد اشاره کرد.